# Eisboßeln
Eisboßeln (auch Eisboseln oder Feldkampf) ist eine Sportart in Ostfriesland und den schleswig-holsteinischen Marschgebieten (Dithmarschen, Nordfriesland). Die Mannschaftssportart ist der Ursprung von Boßeln/Klootschießen und dessen traditionellste Variante. 
Ziel ist es, die etwa 500 Gramm schwere Holzkugel möglichst weit zu werfen, wobei das Rollen nach dem Auftreffen, das so genannte Trüllen, auf den oft gefrorenen Boden mit zur Weite zählt. Zwei Mannschaften – traditionell konnten diese bis zu 101 Leuten stark sein und fast alle Männer eines Dorfes ausmachen – warfen abwechselnd eine mehrere Kilometer lange Strecke entlang an Wegen und Gräben. Ist eine Mannschaft nicht mehr in der Lage, die Weite des Gegners einzuholen, obwohl sie einen Wurf mehr hatte, bekommt der Gegner einen Schott zugeschrieben. Das Team mit den meisten Schotts hat gewonnen. Die Saison verläuft traditionell von September bis März.
Literarisch ist das Eisboßeln in Theodor Storms Novelle Der Schimmelreiter (1888) verewigt. Darin gewinnt Hauke Haien in seiner Lehrzeit einen wichtigen Wettkampf und schlägt so den Großknecht Ole Peters im Kampf um Elke.